# بارا چار لامچهی پاتا
بارا چار لامچهی پاتا (به لاتین: Bara Char Lamchhi Pata) یک منطقهٔ مسکونی در بنگلادش است که در ناحیه بهولا واقع شده‌است.